# Joe Kent
Pour les articles homonymes, voir Kent.
Joe Kent, né en 1980 à Sweet Home dans l'Oregon, est un homme politique d'extrême droite américain, qui fût également militaire et agent de renseignement.
Après avoir effectué onze déploiements au combat avec les Special Forces puis travaillé pour la CIA, il quitte le renseignement à la suite de la mort de sa femme tuée par un attentat de l'État islamique en Syrie en 2019.
Il se lance en politique en 2021 en se présentant au troisième district congressionnel de l'État de Washington avec le soutien de Donald Trump, et est défait par la démocrate Marie Gluesenkamp Perez en 2022 puis à nouveau en 2024. Il est confirmé directeur du National Counterterrorism Center en juillet 2025.
Kent défend des théories du complot sur l'élection présidentielle américaine de 2020, s'oppose à l'aide à l'Ukraine dans le conflit qui l'oppose à la Russie, et entretient des liens avec des figures du nationalisme blanc.

## Biographie

### Jeunesse
Joe Kent naît en 1980 dans une cabane à Sweet Home, dans l'Oregon. Kent est le premier enfant de parents catholiques. Il grandit à Portland, dans l'Oregon.

### Carrière militaire et dans le renseignement
Il entre au sein des Special Forces en 1998, pour lesquelles il effectue 11 déploiements au combat. Il rejoint ensuite la CIA.
Sa femme, Shannon Smith, est cryptographe dans la United States Navy. Il quitte la CIA en janvier 2019 après la mort de sa femme tuée par un attentat kamikaze à la bombe de l'État islamique en Syrie. Cet événement le pousse à changer de vie pour se consacrer à la sécurité de leurs deux jeunes fils et revenir à une vie plus stable dans la région où il a grandi, le Nord-Ouest Pacifique,.
Trois jours après la mort de sa femme, Kent rencontre Donald Trump à la Dover Air Force Base dans le Delaware, où arrivent traditionnellement les corps des militaires tués à l'étranger. Ils ont une conversation de dix minutes sur sa femme et sur la guerre contre le terrorisme. Il commence ensuite à écrire des chroniques pour CNN, Breitbart News et Fox News, dans lesquelles il se prononce contre la guerre contre le terrorisme.

### Carrière politique

#### Élections de 2022
En 2021, Joe Kent entre en politique en se lançant dans la course pour représenter le troisième district congressionnel de l'État de Washington, défiant lors des primaires républicaines la candidate sortante Jaime Herrera Beutler. Sa candidature est motivée par son opposition à Herrera Beutler, qui fait partie des dix républicains de la Chambre ayant voté la destitution de Donald Trump et ayant certifié la victoire électorale de Joe Biden. Kent obtient le soutien de Donald Trump, de Steve Bannon, de Tucker Carlson, ainsi que le soutien financier de Peter Thiel et Steve Wynn,,. Il bat Herrera Beutler à l'issue des primaires. Il est ensuite battu par la démocrate Marie Gluesenkamp Perez, une défaite considérée par l'Independent comme l'un des revers les plus surprenants pour les républicains cette année-là. Kent refuse de reconnaître sa défaite face à Perez.

#### Élections de 2024
En 2024, Joe Kent se présente à nouveau au troisième district congressionnel de l'État de Washington face à Marie Gluesenkamp Perez. Sa campagne se concentre sur l'inflation, l'immigration illégale et la fin du droit du sol, et il s'oppose au projet de remplacement du pont sur le fleuve Columbia, prônant la construction d'un nouveau pont tout en maintenant l'ancien,,. Il bénéficie du soutien de Donald Trump et de Mike Johnson. Sa campagne utilise une opacité financière inhabituelle, recourant à une société écran appelée HWY 99 pour dissimuler ses dépenses. Il est battu par Gluesenkamp Perez avec un écart d'environ 4%.

#### Directeur du National Counterterrorism Center
En juillet 2025, Joe Kent est confirmé par le Sénat comme directeur du NCTC par 52 voix contre 44, dans un vote largement partisan,,.

## Positions politiques
Il est positionné à l'extrême droite,,. Il vote pour George W. Bush en 2000 et 2004 avant de se tourner vers le libertarianisme et de soutenir Ron Paul. Selon les registres électoraux, il est inscrit au Parti libertarien à partir de l'élection présidentielle de 2012 jusqu'en 2019, date à laquelle il s'inscrit au Parti démocrate. Il vote pour Bernie Sanders lors des primaires présidentielles du Parti démocrate en 2020 afin de soutenir les républicains lors de l'élection présidentielle de cette année-là.
Il prône l'abolition du Bureau of Alcohol, Tobacco, Firearms and Explosives et du département de l'Éducation.

### Théories du complot
Il défend les théories du complot sur une prétendue fraude électorale lors de l'élection présidentielle de 2020 et soutient la libération des personnes arrêtées lors de l'assaut du Capitole, prétendant par ailleurs que le FBI aurait joué un rôle dans l'assaut. Lors de sa campagne pour les élections de la Chambre des représentants de 2022, il promet une commission d'enquête parlementaire sur les prétendues fraudes s'il est élu et appelle à la destitution de Joe Biden et Kamala Harris,. Il soutient également les allégations de Tulsi Gabbard concernant une supposée manipulation par l'administration Obama d'une évaluation du renseignement de 2017 sur les ingérences russes dans l'élection présidentielle de 2016.

### Politique étrangère
Peu après l'invasion de l'Ukraine par la Russie, Kent qualifie les revendications territoriales de Vladimir Poutine sur l'Ukraine de « très raisonnables »,. Il s'oppose à l'aide militaire à l'Ukraine.

### Immigration et questions raciales
Il prône la fermeture des frontières. En 2022, il déclare « Je ne pense pas qu'il y ait quelque chose de mal à ce qu'il y ait un groupe d'intérêts spéciaux pour les blancs ».

### Covid-19
Lors de la pandémie de Covid-19, Kent s'oppose aux mandats de vaccination et défend ce qu'il appelle la « liberté médicale » et qualifie la pandémie d'« arnaque ».

## Liens avec l'extrême droite
Durant sa campagne pour le Congrès en 2022, Kent rémunère Graham Jorgensen, membre du groupe paramilitaire d'extrême droite des Proud Boys, pour des services de conseil politique. Parallèlement, il collabore étroitement avec Joey Gibson, fondateur du mouvement nationaliste chrétien Patriot Prayer (en),.
En mars 2022, Joe Kent participe à un rassemblement organisé par le groupe d'extrême droite Washington State Three Percenters (en) à Olympia, dans l'État de Washington, aux côtés de candidats républicains et de militants anti-masques. Interrogé sur sa présence lors de cet événement, Kent déclare ne pas connaître les organisateurs et affirme seulement voir « un groupe de personnes avec des drapeaux ».
Quelques jours plus tard, Joe Kent tente de prendre ses distances avec le nationaliste blanc Nick Fuentes après la révélation d'un appel téléphonique avec lui en 2021. Fuentes affirme publiquement que Kent lui aurait dit « j'adore ce que tu fais » et que son organisation a aidé à promouvoir la campagne de Kent sur les réseaux sociaux. Kent minimise cet échange, expliquant qu'il s'agissait d'un appel organisé par une société de conseil dans le cadre du lancement de sa campagne, et qu'il n'était pas au courant des positions de Fuentes,.
Après que sa rivale républicaine Heidi St. John l'appelle à se distancer de Fuentes, Kent condamne publiquement les positions de ce dernier, déclarant qu'il rejette son soutien en raison de « son obsession pour la race / la religion ». Son consultant en chef Matt Braynard a par ailleurs tenu un stand lors de l'America First Political Action Conference organisée par Fuentes en 2021.
En juin 2022, Kent accorde une interview à Greyson Arnold, un sympathisant nazi et suprémaciste blanc associé au mouvement des Groypers. Bien que son équipe de campagne ait affirmé que Kent ignorait les opinions d'Arnold lors de cette rencontre, des photos les montrent ensemble lors d'événements de campagne. Kent bénéficie également du soutien de la sénatrice de l'État d'Arizona et membre de la milice d'extrême droite Oath Keepers Wendy Rogers (en), qui avait été censurée par le Sénat républicain d'Arizona après avoir prononcé un discours lors d'une conférence nationaliste blanche,.

## Controverse
En mai 2025, alors qu'il occupe le poste de chef de cabinet auprès de la directrice du renseignement national Tulsi Gabbard, Joe Kent fait l'objet de controverses concernant sa nomination à la tête du National Counterterrorism Center (NCTC). Des courriels révélés par CBS News montrent qu'il a demandé la réécriture d'une évaluation du renseignement sur les liens entre le gouvernement vénézuélien et le gang criminel Tren de Aragua, cherchant à aligner cette analyse sur les politiques de l'administration Trump et à y inclure des critiques des programmes d'immigration de l'ère Biden,,. Bien qu'il ait reconnu que le gouvernement vénézuélien n'avait peut-être pas spécifiquement dirigé les activités du gang, Kent a soutenu qu'un lien entre Caracas et le gang relevait du « bon sens ».
Les dirigeants démocrates de la commission sur le renseignement de la Chambre des représentants dénoncent une tentative de politisation du renseignement américain et demandent la suspension de l'examen de sa nomination, tandis que Gabbard licencie les responsables du NCTC impliqués dans l'évaluation initiale.